# Рад (лист)
Рад: лист за књижевност, науку и критику је часопис који је излазио у Београду током две године, 1874. и 1875. године. Власник и уредник био је Пера Тодоровић.

## Историјат
Рад је књижевни и научни лист који је излазио од 22. јуна 1874. до 1. марта 1875. године. Лист је други по реду социјалистички часопис у Србији, а први који је у потпуности Марковићевски (подржава Светозара Марковића). Изашло је укупно 36 бројева. Власник и одговорни уредник је Пера Тодоровић. Често је био лист забрањиван (бр. 15 из 1874, бројеви 10, 11 и 12 у 1875).
Рад је критиковао владу која то није смела да дозволи, те је издавач био принуђен да обустави овај часопис после 36 броја.
Пре првог броја објављен је недатиран Угледни лист где је штампан програм Рада. Први број Рада је чак имао два издања, али су оба имала исти датум излажења.
У последњем броју, на насловној страни, објављен је некролог Светозара Марковића. Такође је наведено у којим је све листовима Марковић сарађивао.

### Поднаслови
- Рад: лист за књижевност, науку и критику Прва три броја
- Рад: књижевни и научни лист Од четвртог броја (19. јула 1874) до петнаестог броја.

### Периодичност излажења
Лист је излазио недељно.

### Тематика
Чланци, који су објављивани, су били политички обојени и подржавали су став Светозара Марковића. Битне су и рубрике Књижевни преглед у 1874. и Критика и библиографија у 1875. које су доносиле нова, тек објављена дела. То нису само спискови него библиографски опис научне и уметничке садржине.